# سیکام

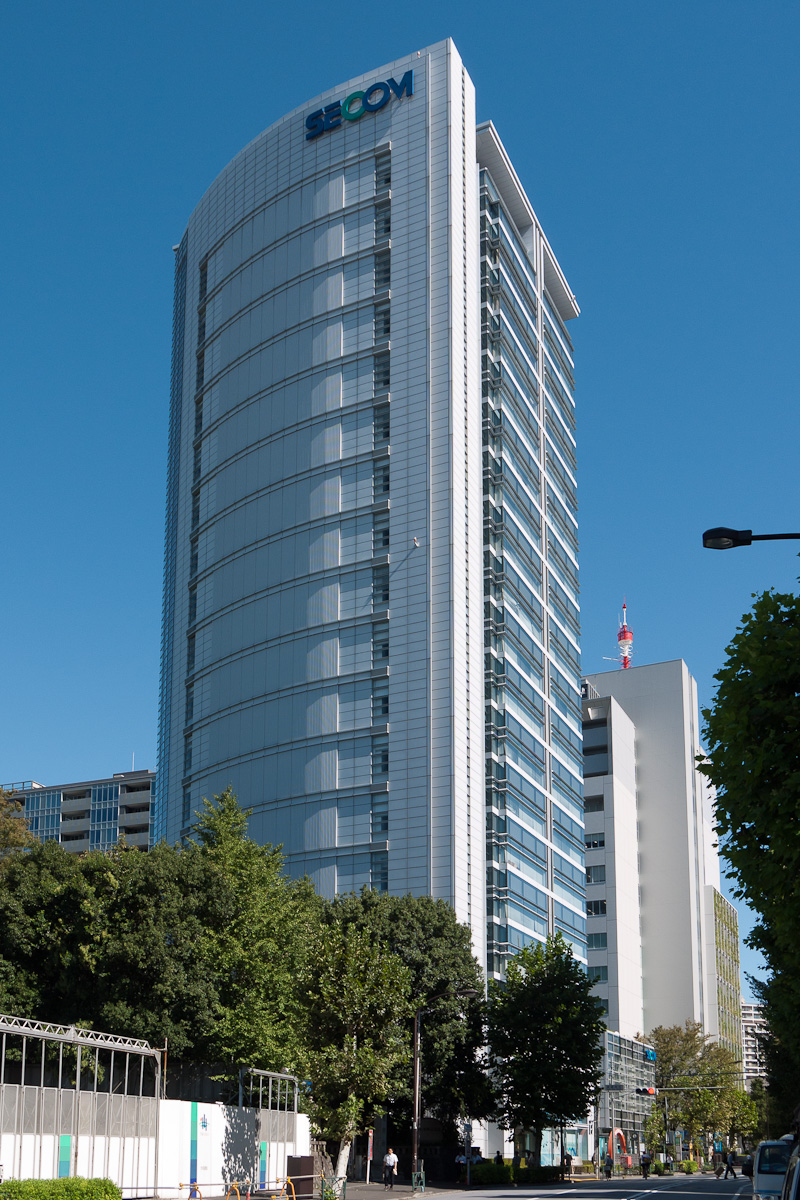
ساختمان دفتر مرکزی سیکام در شیبویا، توکیو

سیکام (به ژاپنی: セコム) شرکت امنیتی ژاپنی است، که در زمینه ارائه خدمات نگهبانی، مدیریت سیستم‌های تصاویر مداربسته، مشاوره اطلاعاتی، امنیت اطلاعات و مدیریت زندان فعالیت می‌کند.
شرکت سیکام در سال ۱۹۶۲ تأسیس شد و در حال حاضر بزرگترین شرکت امنیتی آسیا می‌باشد. دفتر مرکزی این شرکت در منطقه شیبویا شهر توکیو قرار دارد و بخشی از سهام آن در بازارهای بورس اوساکا و بورس توکیو معامله می‌شود.
مستر تراست بانک با ۶٫۶ درصد و ژاپن تراستی سرویس بانک با در اختیار داشتن ۵٫۴ درصد از سهام سیکام، بزرگترین سهام‌داران آن به‌شمار می‌آیند.